# Bataille de Mazyr
Soulèvement de Khmelnytsky
Batailles
- Jovti Vody
- Korsoun
- Starokostiantyniv
- Pyliavtsi
- Mazyr
- Loïew
- Zakhal (en)
- Zbaraj (en)
- Zboriv (en)
- Krasne (en)
- Kopytchyntsi (en)
- Berestetchko
- Loïew (en)
- Bila Tserkva (en)
- Batih (en)
- Jvanets

La bataille de Mazyr (biélorusse : Мазыр, polonais : Mozyrz, ukrainien : Мозир), qui se déroule les 8 et 9 février 1649, est une des batailles consécutives au soulèvement de Khmelnytsky. Les armées de Pologne-Lituanie, commandées par Janusz Radziwiłł, défont les Cosaques zaporogues et prennent la ville de Mazyr.

## Sources
- (en) Cet article est partiellement ou en totalité issu de l’article de Wikipédia en anglais intitulé « Battle of Mazyr » (voir la liste des auteurs).